# Park Narodowy Orgiejów
Park Narodowy Orgiejów (rum. Parcul Național Orhei) – jedyny park narodowy na terenie Republiki Mołdawii powołany w 2013 r. przez parlament tego kraju.  Powstał na obszarze 33792,09 ha wokół rezerwatu kulturowo-przyrodniczego „Stary Orgiejów” i dwóch rezerwatów przyrody Țigănești i Trebujeni 46 kilometrów na północ od Kiszyniowa. Park leży na terenie 18 gmin wchodzących w skład 4 rejonów (Orgiejowskiego, Călărași, Strășeni i Criuleni). Celem parku jest ochrona przyrody i wyjątkowych walorów kulturowo-historycznych przed degradacją oraz promocja ekoturystyki.
Pierwsza próba powołania parku miała miejsce w latach 1989–1991, ale przeszkodził jej wybuch wojny domowej. W 2008 r. powstał nowy rządowy projekt, który zakończył się uchwaleniem odpowiedniego prawa 12 lipca 2013 r. dzięki wsparciu Globalnego Funduszu na rzecz Środowiska (ang. Global Environment Facility).
Park leży w środkowej części Wyżyny Besarabskiej w dolinie rzeki Reut i kilku jej dopływów. Lasy zajmują obszar 18551,4 ha (niecałe 56% parku). Wysokość względna dolin parku dochodzi do 150 m.
Do głównych atrakcji turystycznych należą: cenne przyrodniczo i krajobrazowo lasy i głębokie doliny rzeczne, liczne stanowiska archeologiczne (fortece dackie, średniowieczne i tatarskie, domy troglodyckie i in.), w tym ruiny Starego Orgiejowa, klasztory prawosławne (np. skalne monastery Orheiul Vechi, monaster Curchi) i dwory szlacheckie. Park jest łatwo dostępny dla turystów i posiada sieć oznakowanych szlaków turystycznych (szlak samochodowy dookoła parku o długości 138,3 km i pięć szlaków pieszo-rowerowych o łącznej długości 98,5 km.

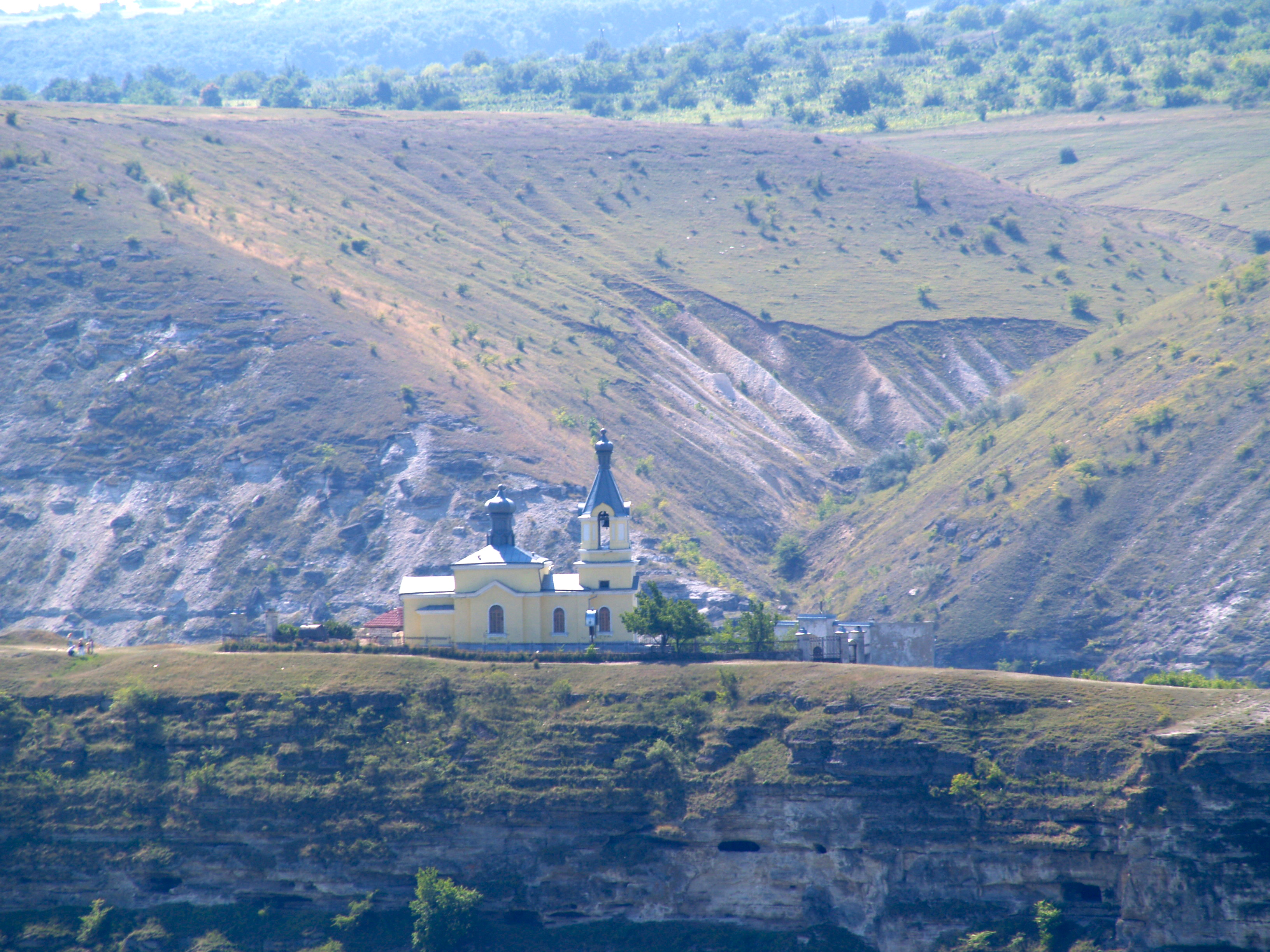
Stary Orgiejów